# Sikukia stejnegeri
Sikukia stejnegeri es una especie de peces de la familia Cyprinidae en el orden de los Cypriniformes.

## Morfología
Los machos pueden llegar alcanzar los 12 cm de longitud total.

## Hábitat
Es un pez de agua dulce.

## Distribución geográfica
Se encuentra en la Península de Malaca y en las cuencas de los ríos Mekong, Chao Phraya y Meklong.